# Rolf Haufs

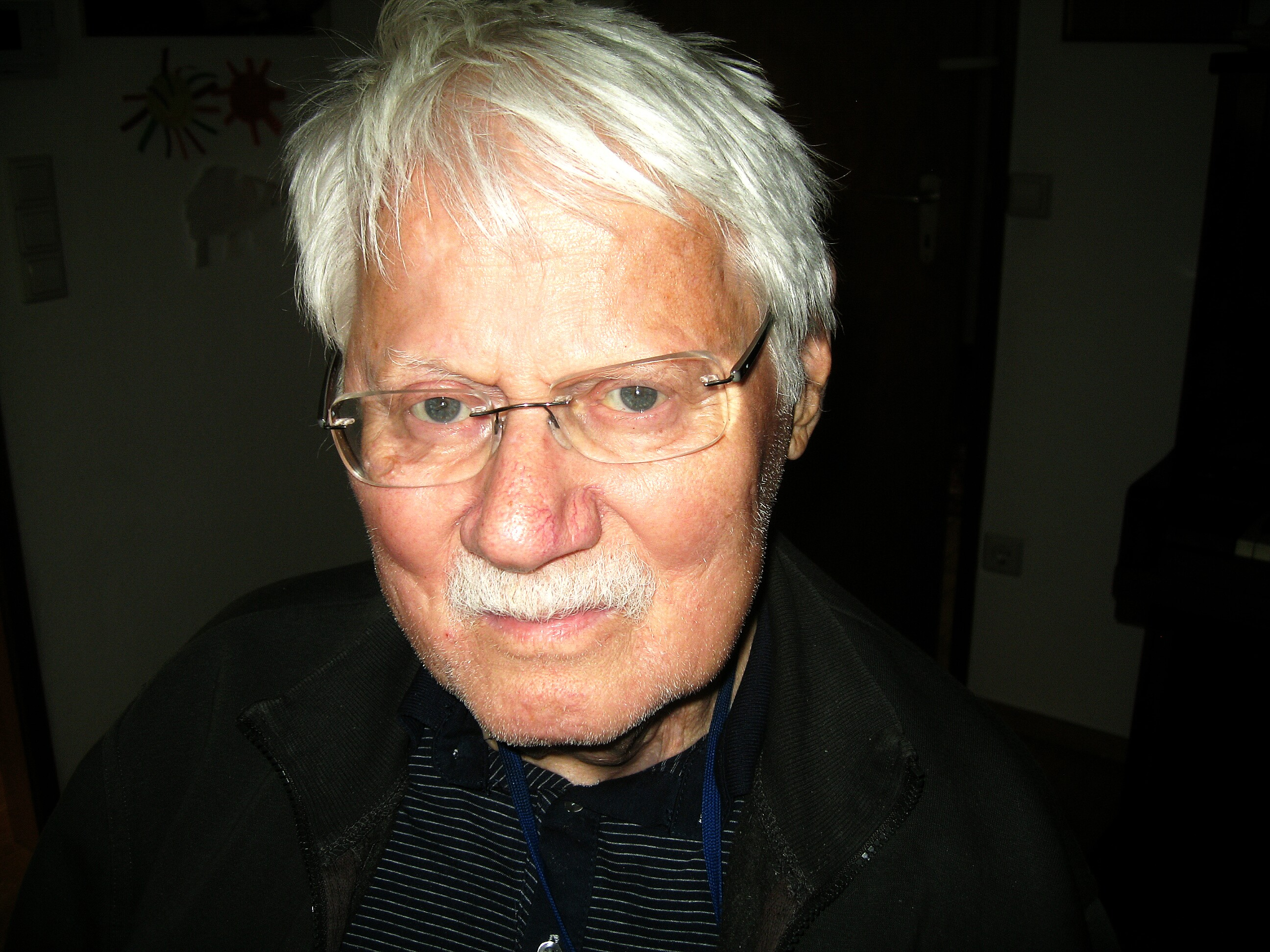
Rolf Haufs (2013)

Rolf Haufs (* 31. Dezember 1935 in Düsseldorf; † 26. Juli 2013 in Berlin) war ein deutscher Lyriker, Prosa-Schriftsteller und Rundfunkjournalist.

## Leben
Rolf Haufs wurde Silvester 1935 im Evangelischen Krankenhaus zu Bilk, der Heimatstadt seiner Mutter, geboren und von dem evangelischen Theologen und Pfarrer Joachim Beckmann getauft. Rolf war ältestes Kind von Hans, einem Angestellten der Deutschen Bank AG, und Charlotte Haufs, die in Rheydt lebten.
Rolf Haufs absolvierte nach dem Besuch des Städtischen Neusprachlichen Gymnasiums (heute Hugo-Junkers-Gymnasium) in Mönchengladbach-Rheydt von 1953 bis 1956 eine Ausbildung als Industriekaufmann. Er war von 1956 bis 1960 als Exportkaufmann in verschiedenen Industriebetrieben angestellt, unter anderem bei der Fa. Schorch, Elektrische Maschinen und Antriebe (Großmotoren) GmbH in Rheydt (heute Mönchengladbach), ein Jahr bei der Schweizer Firma Brown, Boveri & Cie., in deren Niederlassung in Düsseldorf und ein weiteres Jahr bei Vorax in Giesenkirchen.
Noch während seiner Berufstätigkeit als Industriekaufmann begann er, literarische Texte, insbesondere Gedichte, zu schreiben und in nonkonformistischen Zeitungen und Zeitschriften zu veröffentlichen.
1960, im Alter von 24 Jahren, zog er von Rheydt nach West-Berlin. Die geteilte Stadt übte eine magische Anziehungskraft auf ihn aus. Er erkundete sie voller Neugierde und stellte schließlich fest, dass sie „ein Spiegel seiner eigenen Zerrissenheit“ war. Er ließ sich sogar zeitweise in der West-Berliner Exklave Steinstücken nieder, wo Grenzerfahrungen alltäglich waren. Seine „Ostkontakte“ mitten im Kalten Krieg erregten Verdacht, so dass er einmal sogar polizeilich festgesetzt wurde. Seitdem wechselte Haufs in verschiedene Stadtbezirke West-Berlins und lebte bis zu seinem Tod 2013 als freier Schriftsteller in der seit dem Fall der Mauer wiedervereinigten Hauptstadt Deutschlands.
Von 1962 bis 1967 war er Mitglied der von Hans Werner Richter begründeten Gruppe 47. Von 1972 bis 1999 arbeitete er als Leitender Redakteur für Literatur beim Sender Freies Berlin (SFB). Seit 1970 gehörte er dem PEN-Zentrum Bundesrepublik Deutschland an. 1996 trat er im Zuge der Wiedervereinigung mit dem PEN-Zentrum Ost aus. Seit 1987 war er Mitglied der Berliner Akademie der Künste und war dort von 1997 bis 2009 Stellvertretender Direktor der Sektion Literatur.
Am Wichernkolleg im Evangelischen Johannesstift in Berlin-Spandau war Haufs von 1970 bis 1972 Honorardozent. Im Wintersemester 1984/85 lehrte er an der Universität Duisburg-Essen als Gastprofessor.

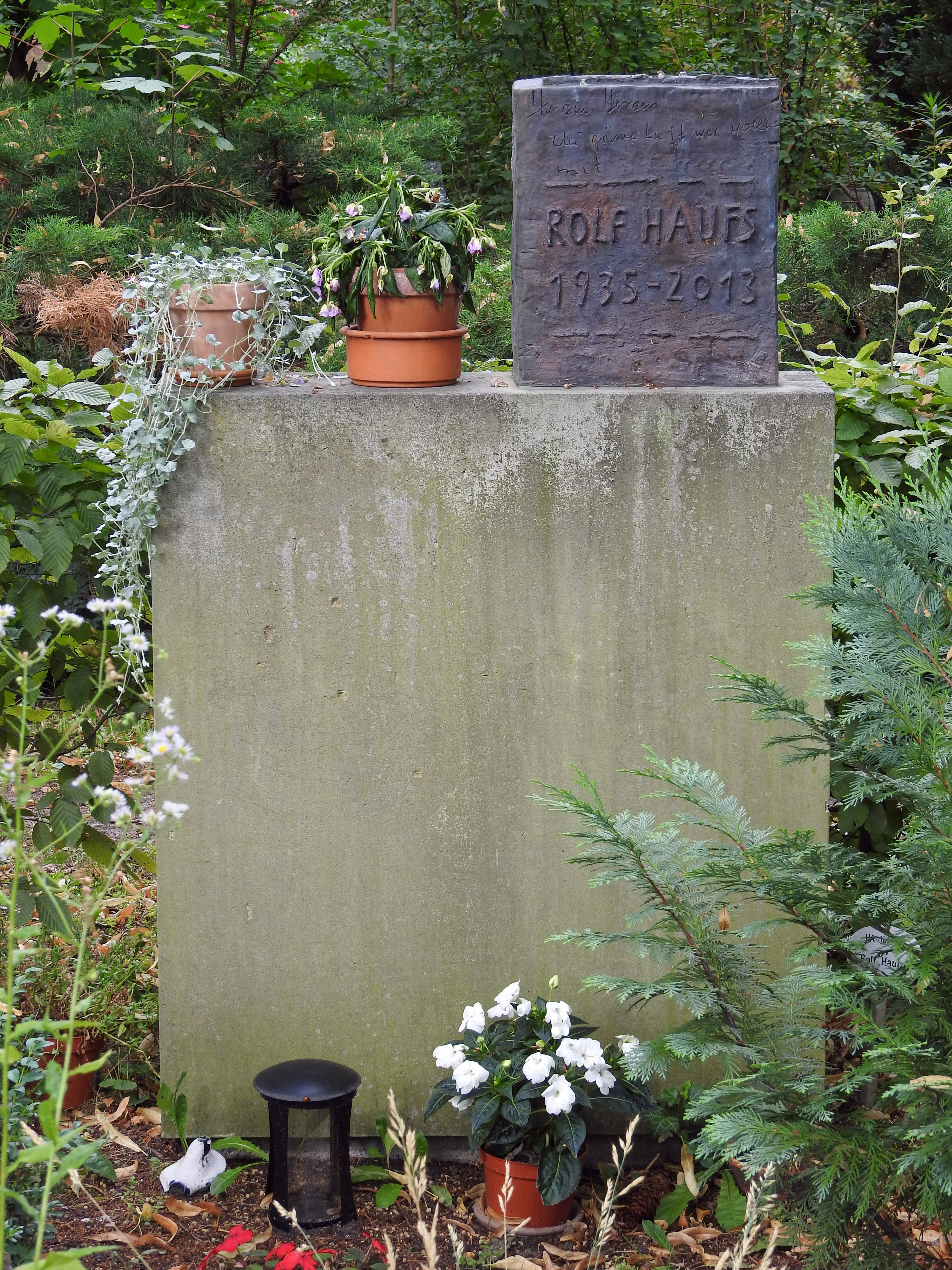
Grab von Rolf Haufs auf dem Friedhof Pankow III

Am 26. Juli 2013 starb Rolf Haufs im Alter von 77 Jahren in Berlin nach langem und schwerem Leiden an Körper und Seele, denen er auch mit den Mitteln seiner Dichtkunst Jahre zuvor noch die Stirn geboten hatte, an einer akuten Lungenentzündung. Er war in erster Ehe mit Elisabeth, geb. Harenberg, verheiratet. Aus dieser Ehe ging ein Sohn hervor. Seine zweite Ehefrau Christa-Maria, geb. Brodersen, verschied 1995. Aus dieser Ehe stammt eine Tochter. Eine dritte Ehe ging er mit der Schriftstellerin und Poetikdozentin Kerstin Hensel ein.

## Wirken
Rolf Haufs wurde vor allem als vielseitiger Lyriker, Autor von Prosawerken, Kinderbüchern und Hörspielen bekannt. Das umfangreiche Verzeichnis seiner Publikationen umfasst 13 Bände Lyrik (1962 bis 2010), 4 Bände Prosa, 3 Kinderbücher und 4 Hörspielproduktionen. Es dokumentiert eindrucksvoll die Bandbreite seines Schaffens.
Die folgende Auswahl an Rezensionen zu den Werken von Haufs möge genügen, um zu zeigen, dass der Autor „zu den festen Größen der Anthologisten gehört, die ihn in ihren ‚Blütenlesen‘ reichlich berücksichtigt haben.“ Sie soll hier aber in erster Linie dazu dienen, auf den Inhalt der einzelnen Gedichtbände näher einzugehen und die wesentlichen Elemente der Dichtkunst von Haufs zunächst im Spiegel der Meinungen dieser „Anthologisten“ herauszuarbeiten.

### Lyrische Agenda von Haufs im Spiegel der Literaturkritik
Schon die Titel der ersten drei Gedichtbände (1962–1967) verraten, dass die Auseinandersetzung mit Berlin und dem Leben dort ein wesentlicher thematischer Schwerpunkt seiner frühen Lyrik war. Die Bände sind längst vergriffen. Nur Straße nach Kohlhasenbrück wurde 2000 neu aufgelegt. Doch wurde eine Auswahl der frühen Gedichte in dem Band Größer werdende Entfernung (1979) dem Leserpublikum wieder zugänglich gemacht.
In der Tat spiegeln zahlreiche Texte, wie Steinstücken, Havelsee, Landposten in Kohlhasenbrück und Olympiastadion Beobachtungen und Erfahrungen wider, „die Haufs, ausgestattet mit einer besonderen Wahrnehmungsfähigkeit gerade für das scheinbar Nichtige, Belanglose, Unscheinbare, in seiner alltäglichen Umgebung, bei den Menschen in seiner Nähe, beim bewußten Er-Leben der Stadt Berlin gesammelt hat.“ Daneben fühlt sich der Autor immer noch seiner alten Heimat am Niederrhein eng verbunden, der er in seinem ersten Gedichtband von 1962 die Titel Niederrheinische Ebene und Brief an G.S gewidmet hat.
Dort am Niederrhein, in Rheydt und in Düsseldorf, seiner ersten beruflichen Arbeitsstätte u. a. bei Brown, Boveri & Cie (BBC), hatte er das erste Drittel seines Lebens verbracht. Von dort war Haufs 1960 mit 24 Jahren „nach Steinstücken fortgegangen“, in die geteilte Stadt West-Berlin, die er zu seiner neuen Wahlheimat machte. Er mietete sich in Steinstücken bei dem Maler und Architekten Prof. Johannes Niemeyer (1889–1980) in einem kleinen, heute verfallenen Haus ein und verfasste dort 1968 sein erstes Prosawerk Das Dorf S. Letzteres wird von Haufs als „Dokument“ charakterisiert. Es schildert noch einmal wesentlich ausführlicher in Prosaform die Fahrt des Autors von Rheydt nach Steinstücken (S.) und die erste Zeit seines Aufenthaltes in jenem kleinen Ortsteil Berlins, dessen ungewöhnliche Lage seine einzigartige Ausnahmestellung begründete: Die Exklave lag auf dem Territorium der DDR und war von West-Berlin vom Ortsteil Zehlendorf-Kohlhasenbrück nur über einen mal mehr, mal weniger blockierten Korridor, „1247 m lang und 212 cm breit“ zu erreichen. Die Geschichte, die in 28 Abschnitten erzählt wird, ist zeitlich fixiert und erhält dadurch eine politisch-historische Dimension: Sie endet am 13. August 1961. Es war der Tag, an dem um Steinstücken herum die Grenze in der Weise markiert wurde, dass die DDR einen Stacheldrahtzaun errichten ließ. Haufs beschreibt protokollarisch exakt die aufeinander folgenden Ereignisse mit einem äußersten Maß an Disziplin und persönlicher Zurückhaltung. Nur wenige Sätze, die als Leitmotiv wiederholt werden, und über den Text verstreute „Gedächtnis-Protokolle“ geben das Ich des Autors Haufs ein wenig preis, verraten seine Ängste, seine Betroffenheit und seine Skrupel. So hat sich der erste von verschiedenen Berliner Wohnorten besonders in das Leben und Werk von Haufs eingezeichnet. Die (Anm. 23) zitierten Zeilen verraten den Lyriker Haufs und offenbaren einen lakonisch knappen Sprachstil, der zuweilen nach einer Formulierung von J. P. Wallmann „die Dichte eines lyrischen Stenogramms“ erreicht.
So vermittelt Haufs einen Eindruck vom alltäglichen Leben in diesem kleinen Flecken, insgesamt 12 ha und 67 ar groß, zwischen den Fronten von Ost und West, in unruhigen Tagen Krisenherd der Weltgeschichte, in ruhigen Tagen Idylle inmitten paradiesischer Abgeschiedenheit. Zugleich kommentiert Haufs die Teilung Deutschlands als jenes politische Ereignis, aus dem die Lage Steinstückens resultierte. Er deutet das Geschehen aus der von ihm gewählten und erlebten Perspektive als grotesk, absurd, ja tödliche Bedrohung seiner Existenz.
Wie schon in seinen frühen Gedichten, so „porträtiert sich Haufs auch hier in seinem ersten – lyrisch angehauchten – Prosawerk als Eingeschlossener in dem winzigen Dorf …, einer auf DDR-Gebiet gelegenen westlichen Exklave, die von den Grenzbefestigungen des östlichen Polizeistaates fast hermetisch abgeriegelt war.“ Mit diesen Worten charakterisiert M. Braun die lyrische Agenda der frühen Werke. Sie würden sich „wie ebenso trotzig-übermütige wie todes-verfallene Beiträge zur Kulturgeschichte der Melancholie lesen.“ Und mit Blick auf den gleichen Gedichtband hat Michael Krüger wohl die genaueste Beschreibung der frühen Gedichte geliefert. Es seien Versuche, einer existenziellen Umklammerung zu entkommen und „sich einer klaustrophobischen Situation zu entziehen.“
Das ständige Wandern zwischen Skepsis, Resignation und utopischen Hoffnungen gilt als Konstante nahezu aller Texte des Autors, der sich darin trotz aller Veränderungen von Zeit und Lebensumständen treu geblieben war. Dieses Urteil stammt von R. Hartung und gilt Haufs Gedichtband Größer werdende Entfernung von 1979.
Doch seit Juniabschied (1984) überließ sich der „Dichter der grimmigen Lakonie“ immer häufiger mit todessüchtigen Versen dem „heiligen Spiel Melancholie“, wobei er seine Zerrissenheit in schlichteste Verse fasst und wie immer „mit sarkastischem Humor garniert“: „Mein Leben ist in Stücke ich will / auch keine Ruh / ihr könnt zu Ende stechen / ich werde mich nicht rächen / was immer ich jetzt tu …“
Es scheine aber kein Rückzug aus allen kollektiven Verbindlichkeiten in die Enklave der Poesie zu sein, vielmehr fördere die poetische Erinnerungsarbeit Befunde zutage, die nicht nur individuell gültig seien, sondern darüber hinaus ein allgemeines kollektives Lebensgefühl ausdrücken. Nicht eine larmoyante Selbststilisierung eines sentimentalen Autors offenbare etwa der Band Allerweltsfieber von 1990. Vielmehr stelle er glaubhaft eine zerrissene Subjektivität dar, die im Banne einer unheilbaren Melancholie stehe, wenn der Hölderlin-Preisträger von den Schrecken des Alltags spreche und in kargen, knappen Versen ein heilloses Szenario der Depression entwerfe.
In den Bänden Felderland (1986) und Vorabend (1994) steht das Grundmotiv der unaufhaltsam verrinnenden Lebens-Zeit im Vordergrund. Ihre unausweichliche Macht kann nur im Augenblick des Schreibens für einen kurzen Moment außer Kraft gesetzt werden.
Bereits im Gedichtband mit dem gleichen Titel (1976) vermisst der Melancholiker „die Geschwindigkeit eines einzigen Tages“, um „am Ende mit dem immergleichen Vanitas-Gefühl und dem Schrecken vor der Leere dazustehen.“
Auch Augustfeuer(1996) widersetzt sich wie alle Gedichtbände seit Juniabschied der in den vorausgehenden Gedichtbänden noch vorhandenen „verborgenen Utopie.“ Krankheit, Trennung und nahendes Alter bestimmen immer stärker die Thematik. Darin spiegelt sich eine veränderte Situation des Autors wider, „die den Blick schonungsloser, den Pessimismus unerschrockener und existentieller gemacht hat.“ Es sind Texte, die – frei von Sentimentalität und vom Duktus altersweiser Sentenzen – weder weltanschaulich werden noch einem philosophischen Denken verpflichtet sind. Stattdessen hebt der Autor bis ins Sarkastische hinein die Rolle von Selbstironie und Selbstdistanz hervor. Daher „wirken die Verse“ in ihrer Artistik und Existenzialität „nicht als Bekenntnisse. Sie wirken aus literarischer Entfernung,“ wie Jan Koneffke seinen Eindruck in einer Rezension zu Augustfeuer beschrieb. Krankheit, Depression, Katastrophe gehören zur Normalität des täglichen Schreckens, der aber seine Dramatik längst durch Selbstironie und groteske Komik verloren hat. Hinter der Attitüde der Botschaft „Alles ist Staffage“ und der auf den ersten Blick gleichgültigen Geste „Nach uns die Flut“ verbergen sich „Verletzungen und verzweifelter Humor, Waffe und Selbstschutz des unglücklichen Melancholikers.“ Doch das letzte Wort gilt nicht der Trostlosigkeit und Resignation, vielmehr klingt der Gedichtband in eine fast heitere Ruhe und Gelassenheit aus. Im Schlussgedicht Jetzt in Ruhe Tabak rauchen/Englisch definiert Haufs das Selbstverständnis und den Standort seiner Poesie, indem er noch ganz im Banne „der Schrecken der Geschichte“ die Grenzen der eigenen Perspektive und der eigenen Wirkung in lässig lockerem Skeptizismus absteckt: „Tapfer sein. Aufs Meer hinausschwimmen / Oder die Wälder. Oder der Schwindel. / Wir haben verstanden und bleiben / Ganz im Schrecken der Geschichte. / Stören wir? Wir stören / Mit bürgerlichen Klagen.“ Einmal mehr bewahrheitet sich das Merkmal von Haufs Poesie: Untröstlich, aber nie trostlos!
Der Band „Aufgehobene Briefe“ wurde 2001 von Haufs langjährigem Lektor Christoph Buchwald herausgegeben. Er enthält eine Auswahl älterer Gedichte, die durch neue vermehrt wurde. H. Hartung sah darin „die Bilanz eines Mannes Mitte sechzig und damit so etwas wie ein Lebenswerk oder doch Extrakt aus dreizehn Bänden Lyrik und lyrischer Prosa.“
Für den Gedichtband Ebene der Fluss(2002) wurde Haufs im darauf folgenden Jahr mit dem Peter-Huchel-Preis ausgezeichnet. Nico Bleutge schrieb unter dem Titel Die Freude des Torklers beim Kopfstand, dass die dort versammelten Gedichte „die ihnen eigene Offenheit“ gewönnen, „indem sie zwischen brüchigen Stimmungsbildern und aufrührerischen Impulsen hin und her laufen.“ „Ihre Virtuosität“ offenbare sich „im selbstironischen Vers, der die Gegensätze in einem Atemzug zu nennen vermag“. Wie überhaupt in den späten Gedichten steht auch hier am Anfang „Verwirrung, Irritation über die Lage der Dinge in dieser Welt, Schmerz und Verletzung, in die wir geraten sind“. Doch Haufs „melancholische Grundgestimmtheit“ verwandelt am Ende die Empörung darüber, das Ankämpfen dagegen in die „gelassene Helligkeit“ einer „unaufgeregten Rede“ „in der Art eines ironisch getönten Beiseite-Sprechens“, aber in der Weise, dass „das lyrische Ich“ solidarisch hinter dem „zeitgenössischen Wir“ zurücksteht.
In seinem letzten Gedichtband „Tanzstunde auf See“(2010) verbinden sich eigene traumatische Erlebnisse in teils elegischer, oft aber sarkastischer und ironischer Diktion mit der überpersönlichen Erfahrung von Alter, Krankheit und Tod. Dabei wird das Erlebte „im Säurebad der Wortkargheit und der Ausdrucksverkürzung verfremdet und auf überraschende Weise neu kenntlich macht.“ Im ersten Abschnitt haben wir es mit einem Patienten, dem Alter Ego des Dichters, zu tun. Er ist in die Mühlen eines Krankenhausbetriebs geraten und beschreibt seine schlimmen Erfahrungen teils sarkastisch, teils leicht amüsiert. Er spricht von „sechs schmatzenden Saugnäpfen,“ „verwesten Körperteilen,“ „kostbarem Blut“ und „dicken Verbänden,“ von einem „Megakeim“ und von „dem Pfeifen aus dem letzten Loch.“ Und doch setzt Haufs das „abgeschnittene Bein“ nicht wie eine Schockwaffe ein, sondern eher spielerisch-ironisch: Auf die Frage seines „scherzgierigen“ Gesprächspartners, offensichtlich eines Pfarrers, was mit dem amputierten Körperteil geschehen solle, antwortet er: „In die Vorhalle als Satansbraten, wohin denn sonst/ im Schlepp die Braut Dreiteufelshaare so als Strähnchen.“ Auf die niederschmetternde Diagnose des behandelnden Arztes, er müsse „isoliert“ werden, weil sein „Megakeim gefährdet, die keine Abwehr haben,“ folgt der sarkastische Trost: „Doch Sie tragen den Keim mit Würde wie das BVK (= Bundesverdienstkreuz), das Ihnen verliehen wurde für Verdienste./Volk und Vaterland müssen nun warten/Bis der Keim dreimal aufgefordert Sie wieder/Verlassen hat.“ Der Keim trotzt allen Versuchen der Therapeuten, ihn zu besiegen. Er „bleibt hart er reißt Wunden er hat einen/ Miesen Charakter. So lassen wir ihn gehen er ist ein/ Betrüger.“ Nach Meinung des Rezensenten P. Engel „nutzt Haufs das klinische Vokabular…nicht um tatsächliche Erfahrungen im Krankenhaus einfach zu spiegeln, es dient eher dazu, existenzielle Momente und bestimmte Grenzsituationen zu benennen und einfließen zu lassen in Sprachgebilde eigener Art.“ So verfahre der Autor auch in den anderen beiden großen Kapiteln: „2. Puppentanzen“ und „3.War für ihren Krieg nicht geeignet.“ In dem Gedicht „Arktisch“ scheint Haufs „Bedarf an Passionsmusiken“, genauer der seines lyrischen Alter Ego, gedeckt zu sein. Ihm ist nicht mehr danach, „den Kaspar zu machen,“ in buntem Hemd Ostereier zu suchen. Da ist die Suche nach den „Herztabletten“ doch wichtiger. Geplatzt ist „der Gummiball an der Angel“ wie so mancher Traum und Illusionen. Es ist „das Seelchen“, das den Dichter in der Kollektivform des „Wir“ mit „arktischem Groll davon hüpfen “ lässt und dem Willen sich widersetzt, sich für „diesen Planeten zu erwärmen.“ Die endgültige Absage an die Liebe in dem Gedicht „Ein für allemal“ endet mit der irritierenden Schlusszeile: „Mach weiter so/ Die Lebenden flüstern dich in die Erde.“ Erlebnisse der Kindheit werden wieder thematisiert. Gleich in zwei von ihnen erinnert Haufs an seinen in jungen Jahren „in einem in Gipsverband steckenden Körper“, den er allen Leuten gezeigt habe. Es ist eine traumatisierende Erinnerung an ein Gipskorsett, das Haufs mit 12 Jahren ein Jahr lang zur Stabilisierung der Wirbelsäule tragen musste, und nun als lebenslanger Schmerz erneut in die Altersgedichte vordringt. Eine Anti-Hymne auf seine Geburtsstadt Düsseldorf trägt den Obertitel und ersten Titelvers: „Die Stadt Düsseldorf hat mir nichts zu sagen,“ um dann unvermittelt in dem überraschenden Paradoxon des zweiten Verses wieder zurückgenommen zu werden: „Doch wenn ich in Berlin an sie denke…“ Ungeachtet der Klagen über die im Alter zunehmenden Krankheiten und Gebrechen gewinnt er der Gegenwart auch schöne Seiten ab: Wenn er an der Seite seiner damaligen jungen Lebenspartnerin und jetzigen Ehefrau Kerstin Hensel „über die Schönhauser Allee“ läuft, wo „Leute lachen über französische Des-sous und einen Kaffee trinken.“ Dem Rezensenten Peter Engel hat es besonders der ironische Beitrag von Haufs in dem Gedicht „Auf dem Oberböckeberg oder Die Verfußballung des Landes“ angetan. Die Verse würden einem „echten“ Fan wohl die Haare zu Berge stehen lassen; einem „Brasilianer mit denkenden Füßen“ könne er vielleicht noch etwas abgewinnen, aber den „Knochen sammelnden Kieper“ oder die „Grätschenhunde“ werden ihm einen eiskalten Schauer über den Rücken jagen, wie es ganz offensichtlich in der satirisch überzogenen Absicht des Autors liegt. Eines Autors, der sich übrigens dazu bekennt, seit seiner Jugend bis heute ein Anhänger des Erst-Liga-Vereins Borussia Mönchengladbach zu sein.
Auch W. Segebrecht scheint zu gefallen, dass die Gedichte des Bandes „Tanzstunde auf See“ in ihrer „Doppelbödigkeit selbst in existentiellen Notlagen“ nie ins Pathetische verfallen. Zwar spreche der Kranke hier nur zurückhaltend in der Ich-Form. „Wir“, sagt er verallgemeinernd, „halten den Kopf hin.“ „Wir“, das seien die Patienten, und die Klinik sei die kranke Welt, darin ihnen übel mitgespielt werde, vom Pflegepersonal, den Zivis, den Therapeuten und ganz besonders den Ärzten: Ihr „Freundliches Grinsen läßt uns/ Auf Heilung hoffen. Dabei haben sie uns /Längst abgeschrieben.“ So komme zur Krankheit die Entwürdigung, so dass sich die späten Späße des Patienten durchaus als Notwehr dagegen interpretieren ließen: „ Insgeheim denken sie doch/Was gehen mich die Greise an/Hatten sie nicht ein schönes Leben“( aus Gedicht „Kladow 3“, S. 28). M. Lüdke würdigt auch mit Blick auf den gleichen Band Hauf als einen der „bedeutendsten“ Dichter der Gegenwart. Er erinnert zugleich an die Gedichtbände „Die Geschwindigkeit eines einzigen Tages“ und „Juniabschied“ und attestiert ihm, er habe in den 70er und 80er Jahren den Alltag für die Lyrik entdeckt. Die Gedichte seien oft dem Alltag verhaftet, sogar autobiographisch grundiert, aber gleichwohl immer „rätselhaft.“
Das große Echo, das Haufs schriftstellerisches Wirken unter Fachkollegen gefunden hat, belegt, dass er als einer der bedeutendsten Lyriker der Gegenwart angesehen wird. Es „ist sicher nicht zu viel der Ehre,“ schreibt Jürgen Gressel-Hichert in seinem Nachruf zum Tod von R. Haufs im Kulturradio des RBB, dass er schon zu Lebzeiten „ein Klassiker der Gegenwartslyrik“ war, wie die Berliner Literaturwerkstatt eine Reihe überschrieben habe, in der Dichter zu Wort gekommen seien, „ohne die die deutschsprachige Lyrik nicht das wäre, was sie heute ist.“ „Und wahr ist auch: Keiner spielte das von ihm erfundene und so benannte „heilige Spiel der Melancholie“ in der deutschsprachigen Gegenwartslyrik so ausdauernd und virtuos wie er.“ Auch im persönlichen Umgang, erinnert sich Friedrich Christian Delius, in seiner Gedenkrede zur Haufs Beerdigung am 7. August 2013, „steckte hinter seinem Lächeln eine ordentliche Dosis Melancholie, aber mit dieser Melancholie ging er nie hausieren. Er setzte alle seine stille Energie daran, die richtige, präzise Sprache dafür zu finden.“ Beim gleichen Anlass bekennt auch Richard Pietraß, er sei Zeuge und Linderer von dessen seelischer Zerrissenheit und melancholischer Tage gewesen. Doch habe das der Produktivität von Haufs keinen Abbruch getan. „Im Gegenteil. Er war -doleo, ergo sum- der geborene Lazarus.“
Doch was die zahlreichen Anthologisten in ihren „Blütenlesen“ zur Dichtkunst Haufs konstatiert haben, ist das eine. Was er persönlich darüber preisgegeben hat, ist allerdings sehr wenig, und daher umso wichtiger.

### Lyrische Agenda in Haufs eigenen Reflexionen
Prinzipienfest vertritt R. Haufs die Ansicht, dass der Autor hinter seinem Werk zu verschwinden habe und mit seinen Meinungen für das Leserpublikum noch dazu über das eigene Werk völlig uninteressant sei. Was er zu sagen habe, stehe in seinen Gedichten, so dass sich jeder Selbstkommentar erübrige. Seine privaten und subjektiven Erfahrungen, die, wie er findet, niemanden etwas angehen, werden in etwas Allgemeines, „Überpersönliches“ transzendiert und so zu Erfahrungen allgemein menschlicher Existenz. Diese Erfahrungen sind eingebettet in einen zeithistorischen Kontext, als „wollten sie auch noch die Gerüche einer Epoche aufs Papier bringen.“ Geschichte läuft ja „parallel“ zum Leben, zur Biographie mit und daher kann man sie nicht ausklammern. Dazu kommen Beschreibungen einer Landschaft (z. B. „Niederrheinische Ebene,“ „Flußläufen,“ „Bilker Kastanien,“ „Stadtwald“, „Nähe Nordsee“, „Winterpark“), der Vogel-/Tier- (z. B. Hunde, Wölfe, Hühner, Krähen, Amsel, Blaumeisen, Zaunkönig, Türkentaube) und der Pflanzenwelt (wie Misteln, Birken, Kastanien, Bunte Botanik, Akazien) sowie periodische Naturerscheinungen (wie Kreislauf der Jahreszeiten). Aber sie sind nicht um ihrer selbst willen in die Poesie eingefügt. Vielmehr haben diese Beschreibungen „immer mit Zeit und Biographie, mit sehr konkreten Zusammenhängen zu tun, aber nie mit einer Ästhetik, die sich darauf beschränkt, eine schöne oder häßliche Landschaft zu beschreiben.“
Haufs hat die Spannung von „Lyrischem und biographischen Ich“ einmal so formuliert:
„Mein Ich ist gezeichnet von Erlebnissen, die weit zurückliegen. Was macht das Kinder-Ich, wenn es erwachsen ist? Kommt es unter dem Schutt hervor? Ist es trotzig, wütend, widersteht es? Literatur trägt die Last vergangener Jahre. Literatur ist allergrößte Anstrengung des Denkens, des Umgangs mit der Sprache, der Fähigkeit zur Abstraktion. Literatur ist Schmerz.“ In seiner Dankrede für die Verleihung des Peter-Huchel-Preises geht Haufs auf die Intention seines Dichtens näher ein:
„Gedichte schaffen gewissermaßen eine zweite Gegenwart, Zeit und Erinnerung werden aufgehoben und verschmelzen zu einer einzigen Gegenwart. Das Gedicht ist erinnerte Lebensgeschichte, ist Ausdruck von Befindlichkeiten…“. Dann kommt er auf ein zentrales Motiv seiner Poesie zu sprechen: „Wenn Erinnerung wahr sein will, muß sie genau, ja radikal sein. Sie muß den Schmerz aushalten können, sie darf vor der sprachlichen öffentlichen Flapsigkeit nicht kapitulieren. Erinnerung ist auch immer Irritation. Irritation ist eine andere Möglichkeit des Sprechens gegen Vereinfachung und Vereinnahmung. Wer nicht mit einer Zeile alles sagen will, begibt sich der poetischen Integrität. Wer mit den Vereinfachern liebschreibelt, hat den Anspruch aufgegeben, dem Impetus der Dichtung zu folgen.“
In seiner Dichtkunst findet Haufs die Rettung vor dem Schmerz des Daseins nicht in Form einer Lebenshilfe, sondern eines Erkenntnisgewinns. In einem Nachgespräch zu einer Lesung sagte er: „Viel aufgeschrieben, um mit dem Schmerz fertig zu werden.“ Man könnte noch hinzufügen: „Untröstlich, aber nie trostlos.“ Der Mensch ist das einzige Wesen ohne natürlichen Halt im Dasein. In der Kunst sucht er im Allgemeinen und Haufs speziell eine Art Notgleichgewicht zwischen Schmerz/ Melancholie und Lebenslust herzustellen. Das Kunstwerk dient ihm bei der Reflexion wesentlicher Fragen zu Welt, Zeit und Existenz „als Orientierung, als Wegmarke, als Leuchtfeuer an der Küste.“ Seinen Halt im Dasein schafft sich Haufs durch die Suche nach der Erkenntnis dessen, was Autobiographisches, Zeithistorisches, Landschaftstypisches und das Schicksal der Welt insgesamt im Innersten als konstantes Ordnungsprinzip im Rhythmus von Werden und Vergehen, Geburt und Tod, Schmerz und Freude zusammenhält und in jeder Krise eine Hoffnung auf Rettung in Aussicht zu stellen scheint: Es ist für ihn die Suche nach der rechten Ordnung, nach Geradheit und Wahrheit, verbunden mit einer Sisyphusarbeit, die bisweilen alle Illusionen/Träume platzen lässt, mit der der Dichter das Leben auf diesem Planeten ein bisschen zu verbessern hofft. „Du kannst...in deinem Leben so viele Erfahrungen machen wie du willst,“ lässt sein Freund Christoph Buchwald ihn in einem fiktiven Interview sagen, „letzten Endes weißt du gar nichts, nothing, null, nada, du strampelst wie ein Käfer im Marmeladeneimer und versuchst irgendwie nochmal hochzukommen,...aber je mehr du stampelst, desto tiefer kommst du in die Marmelade.“ Nach Wulf Segebrecht „trifft dieses ironische sogenannte Haufs'sche Paradoxon zwischen der lebenslangen und lebensnotwendigen Bemühung und der unendlichen Vergeblichkeit dieser Bemühung genau sein dichterisches Verfahren und die Grundstimmung seines Werkes: In Stücken finden wir zur Poesie/ Und heben alles auf was stürzt im freien Fall“, wie auf dem Rückumschlag des Gedichtbandes „Allerweltsfieber“ (1999) geschrieben steht. Mit dieser Intention reiht sich R. Haufs ein in die Tradition seiner großen Lyriker-Vorbilder Gottfried Benn und vor allem Georg Trakl. Abschließend ist festzuhalten: Was sein literarische Gesamtwerk prägt, charakterisiert zugleich die Person des Autors: Lakonisch, witzig, sarkastisch und vor allem melancholisch.

## Auszeichnungen und Würdigung im öffentlichen Raum

### Auszeichnungen
- 1968: Kurt-Magnus-Preis der ARD für Hörspiel
- 1970/71: Stipendium der Deutschen Akademie Rom Villa Massimo (höchste Auszeichnung für deutsche Künstler im Ausland)
- 1979: Leonce-und-Lena-Preis der Stadt Darmstadt (bedeutendster Preis für junge Autoren auf dem Gebiet der Lyrik im deutschsprachigen Raum)
- 1985: Literaturpreis der Stadt Bremen(für den Lyrikband Juniabschied)
- 1990: Friedrich-Hölderlin-Preis der Stadt Bad Homburg (für seine Lyrik im Allgemeinen und speziell den Gedichtband Allerweltsfieber)
- 1993: Hans-Erich-Nossack-Preis, Literaturpreis des Kulturkreises der Deutschen Wirtschaft im BDI (für das „herausragende“ Lebenswerk)
- 2003: Peter-Huchel-Preis des Landes Baden-Württemberg und des Südwestrundfunks (für Gedichtband Ebene der Fluß)
- 2007: Verdienstkreuz am Bande des Verdienstordens der Bundesrepublik Deutschland

### Würdigung im öffentlichen Raum
Der Staatssekretär für Kulturelle Angelegenheiten André Schmitz begründet in einer Pressemitteilung des Landes Berlin die Verleihung des Verdienstordens im Jahr 2007 mit der herausragenden Bedeutung von Rolf Haufs für die Gegenwartsliteratur, aber auch seinem vielfältigen sozialen Engagement in den Funktionen als Rundfunkredakteur und Stellvertretender Direktor der Sektion Literatur der Akademie der Künste. Haufs sei „ein bedeutender und außerordentlich vielfältiger deutscher Lyriker, Erzähler, Übersetzer, Kinderbuch- und Hörspielautor. Kritiker sehen in ihm einen der wichtigsten Wegbereiter der modernen Lyrik in Deutschland, die er mit europäischen Traditionen zu verbinden suchte. Ohne Pathos, mit hoher Sensibilität, einmal streng und dann wieder leger in der Form, spiegelt sein Werk in sehr persönlicher Weise Krieg und Nachkriegszeit.“ Mit dem Orden werde Haufs auch für ein Engagement geehrt, das er in verschiedenen Funktionen zu Gunsten von Autorenkollegen ausgeübt habe; denn es sei ihm als leitendem Redakteur für Literatur beim Sender Freies Berlin gelungen, ein breites Publikum auch für Texte zu begeistern, die an sich schwierig zu vermitteln waren. Auf diese Weise habe er mit seiner Arbeit viele junge Autoren unterstützt, die im Rundfunk erstmals ein Forum für ihr Wirken fanden. Dazu komme, dass er stets bemüht gewesen sei, die Rechte der Autoren – auch materiell – zu garantieren. Nicht zuletzt in seiner Funktion als Stellvertretender Direktor der Sektion Literatur der Akademie der Künste habe er dafür gekämpft, die Lebens- und Arbeitsbedingungen der Berufskollegen zu verbessern.
Im Nachruf der Akademie der Künste Berlin auf den Tod von Rolf Haufs wird besonders hervorgehoben, dass „er für seine zahlreichen Kontakte zu Autoren,vor allem auch Autoren der DDR, sehr geschätzt wurde.“ Viele Schriftsteller habe er zu Lesungen in seine Sendungen eingeladen. Der Schriftsteller Friedrich Christian Delius würdigte Rolf Haufs im Kulturradio von rbb aus dem gleichen Anlass. Er sei ein hochsensibler Mensch und „stiller Ironiker“ gewesen. „Er hatte einen sehr scharfen, feinen Blick für die Dinge.“ Und sei einer gewesen, der „nie in der ersten Reihe stehen wollte.“ Auch für RBB-Kulturchef Stephan Abarbanell war Haufs einer der wichtigsten deutschen Lyriker des 20. Jahrhunderts. „Im SFB war er zudem drei Jahrzehnte lang ein Literatur-Journalist, der seinesgleichen suchte. Für die Hörer in Ostberlin war seine Arbeit häufig die einzige Möglichkeit, sich über die westdeutsche Literatur und den Literaturbetrieb auf dem Laufenden zu halten.“ Gregor Dotzauer würdigte ihn in seinem Nachruf im Berliner „Tagesspiegel“ als „eine der zurückhaltendsten und zugleich markantesten Figuren der deutschen Nachkriegspoesie.“ Haufs habe „als Landschaftsdichter, der die Erinnerungen an seine niederrheinische Kindheit und Jugend zusehends gegen preußische Gefilde eintauschte, einen unverwechselbaren Ton zwischen Lakonie und Ironie entwickelt […]. In jeder Idylle versteckte sich für ihn das Tosen der Geschichte, und in der oft nur knapp aufgerufenen Sinnlichkeit seiner Erinnerungsbilder nistete die Wehmut über das allzu Vergängliche“.

## Werke

### Lyrik
- Straße nach Kohlhasenbrück. Mit 4 ganzseitigen Holzschnitten von Günter Bruno Fuchs. Luchterhand, Neuwied 1962; Neuausgabe: Lyrikedition, München 2000.
- Sonntage in Moabit. Luchterhand, Neuwied 1964.
- Vorstadtbeichte. Mit Federzeichnungen von Günter Bruno Fuchs. Luchterhand, Neuwied 1967.
- Die Geschwindigkeit eines einzigen Tages. Rowohlt, Reinbek 1976.
- Größer werdende Entfernung. Gedichte 1962 bis 1979. Rowohlt, Reinbek 1979.
- Juniabschied. Rowohlt, Reinbek 1984.
- Felderland. Hanser, München 1986.
- Sieben Tage. Hanser, München/Wien 1986.
- Allerweltsfieber. Hanser, München 1990.
- Vorabend. Hanser, München 1994.
- Augustfeuer. Hanser, München 1996.
- Aufgehobene Briefe. Ausgewählte und neue Gedichte, zusammengestellt von Christoph Buchwald. Hanser, München 2001.
- Ebene der Fluß. Zu Klampen, Lüneburg 2002.
- Tanzstunde auf See. Edition Lyrik Kabinett bei Hanser, München 2010. ISBN 978-3-446-20678-6

### Prosa
- Das Dorf S. und andere Geschichten. Luchterhand, Neuwied 1968.
- Der Linkshänder oder Schicksal ist ein hartes Wort. Roman. Piper, München 1970.
- Herr Hut. Nicht Herr Mithut. Nicht Herr Ohnehut. Immer Herr Hut. Mit Illustrationen von Patrick Couratin. Middelhauve, Köln 1971 (Kinderbuch).
- Pandas große Entdeckung. Nachdichtung des Kinderbuches von Michael Foreman. Middelhauve, Köln 1977 (Kinderbuch).
- Ob ihr’s glaubt oder nicht. Kindergeschichten. Mit Zeichnungen von Jürg Furrer. Huber, Frauenfeld 1980.
- Selbst Bild. Hanser, München 1988.
- Wir sind weit draußen. Rede. In: Friedrich Hölderlin-Preis. Reden zur Preis-Verleihung am 7. Juni 1990, hrsg. v. Magistrat der Stadt Bad Homburg v.d. Höhe, Bad Homburg 1990, S. 46–50.
- Eukalyptusbaum und Maulbeerbaum. Bildnis Peter Huchel. Dankrede für Verleihung des Peter-Huchel-Preises. In: die horen, Band 210, Heft 2, Bremerhaven 2003, S. 175–178.
- Drei Leben und eine Sekunde. Ein Fall. Wunderhorn, Heidelberg 2004.
- Steinstücken. Roman. Quintus, Berlin 2022

### Herausgeberschaft
- Die Welt der Maschine. Aufsätze und Reden (mit Nicolas Born). Rowohlt, Reinbek 1980.
- Zwischen zwei Nächten (mit Christoph Buchwald). Claassen, Düsseldorf 1981 (= Claassen Jahrbuch der Lyrik, Band 3).
- Reste, Schichten (mit Christoph Buchwald). Luchterhand, Darmstadt 1989 (= Luchterhand Jahrbuch der Lyrik 1989/90).

### Hörspiele
- Man wird sehen. Norddeutscher Rundfunk/Süddeutscher Rundfunk 1964.
- Ein hoffnungsloser Fall. RIAS Berlin 1965.
- Die Schläfer. Norddeutscher Rundfunk/Süddeutscher Rundfunk 1965.
- Harzreise. Norddeutscher Rundfunk/Süddeutscher Rundfunk 1968.